# Aulacoserica hexaphylla
Aulacoserica hexaphylla är en skalbaggsart som beskrevs av Frey 1974. Aulacoserica hexaphylla ingår i släktet Aulacoserica och familjen Melolonthidae. Inga underarter finns listade.